# Kim Källström
Kim Källström [˘cɛlstrøm] (* 24. August 1982 in Sandviken) ist ein ehemaliger schwedischer Fußballspieler, der zuletzt beim schwedischen Verein Djurgårdens IF unter Vertrag stand. Er war Mittelfeldspieler, der im zentralen offensiven Mittelfeld und auf der linken Außenbahn spielen konnte.

## Werdegang

### Jugendjahre
Källström begann 1989 mit dem Fußballspielen bei Sandvikens IF. Ein Jahr später wechselte er in die Jugendabteilung von Partille IF, für die er bis 1996 spielte. Parallel spielte er in seiner Jugend auch Eishockey.
Nachdem die Verantwortlichen von BK Häcken Källströms Talent entdeckt hatten, ging er im Frühjahr 1997 in die Jugend des seinerzeitigen Zweitligisten, bei dem sein Vater Mikael, einst selber Mittelfeldspieler bei Gefle IF und Sandvikens IF, dem Trainerstab angehörte. Zeitweilig war der Vater sein persönlicher Trainer.

### Profi- und Nationalmannschaftsdebüt
1999 debütierte Källström als 16-Jähriger für BK Häcken in der zweitklassigen Division 1 Södra. Trainer Kjell Pettersson setzte ihn direkt als Stammspieler ein und am Ende der Spielzeit wurde er mit dem Klub Staffelsieger vor dem Lokalrivalen GAIS, sodass die Mannschaft in die Allsvenskan aufstieg. Dort wurde Källström am Ende der Spielzeit 2000 als Årets nykomling (schwedisch: „Nachwuchsspieler des Jahres“) ausgezeichnet.
Die Nationaltrainer Tommy Söderberg und Lars Lagerbäck nominierten Källström für die Länderspiele der schwedischen Nationalmannschaft gegen die färöische Auswahl am 31. Januar und die finnische Nationalmannschaft am 1. Februar 2001. Nachdem am Vortag beim 0:0-Unentschieden gegen die Färöer Spieler wie Zlatan Ibrahimović oder Erik Edman zu ihrem Debüt gekommen waren, kam Källström bei der 0:1-Niederlage gegen die finnische Auswahl an der Seite von Debütanten wie Sharbel Touma oder Petter Hansson zu seinem ersten Einsatz im Trikot der Nationalmannschaft. Im weiteren Verlauf des Jahres, Källströms zweitem Jahr in der Erstklassigkeit, erzielte er acht Saisontore. Dennoch stieg der Göteborger Klub als Tabellenvorletzter in die Zweitklassigkeit ab. Daraufhin verließ er den Klub und wechselte innerhalb der Allsvenskan zu Djurgårdens IF, da dort nach Källströms Meinung „der schönste Fußball gespielt“ wurde.

### Erste Titelgewinne
Das Trainerduo Zoran Lukić und Sören Åkeby hatte Djurgårdens IF 2000 aus der zweiten Liga zurück in die Allsvenskan geführt, in der der Aufsteiger hinter Hammarby IF Vizemeister wurde. Källström gewann mit der jungen Mannschaft, für die weitere Nachwuchsspieler wie Andreas Isaksson, Jones Kusi-Asare und Louay Chanko aufliefen, 2002 das Double aus Meisterschaft und Landespokal. Mit zwölf Saisontoren trug Källström dazu bei und konnte sich auch im Kreis der Nationalmannschaft etablieren. Damit machte er auch außerhalb Schwedens auf sich aufmerksam und Klubs wie AC Parma, AS Rom und Hertha BSC zeigten Interesse an einer Verpflichtung. Dennoch blieb er beim Klub und trug im folgenden Jahr mit 14 Saisontoren zur erfolgreichen Titelverteidigung in der Meisterschaft bei. Als zweitbester der Torschützenliste der Allsvenskan verließ er nach Ende der Spielzeit 2003 Schweden.

### Stade Rennes – Erste Station in der Ligue 1

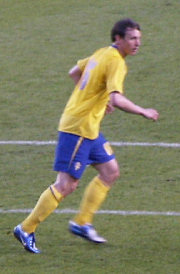
Källström im Trikot der Blågult im Juni 2006

Obwohl Interesse der europäischen Spitzenklubs AC Mailand, Manchester United, Ajax Amsterdam, PSV Eindhoven, Lazio Rom und Aston Villa kolportiert wurde, wählte er Stade Rennes in der französischen Ligue 1 als erste Auslandsstation. Hier eroberte er sich auf Anhieb einen Stammplatz im offensiven Mittelfeld und erzielte in seinem zweiten Einsatz, einem 4:0-Erfolg über den FC Sochaux mit dem Treffer zum Endstand in der 84. Spielminute sein erstes Tor für seinen neuen Klub in einem Pflichtspiel. In der Rückrunde der Spielzeit 2003/04 erzielte er in 18 Spielen sieben Tore und wurde hinter dem Schweizer Stürmer Alexander Frei (19 Tore) zweitbester Torschütze des Klubs. Vor allem sein harter Schuss führte zu Torerfolgen und wurde in der Presse gerühmt.
Im Sommer 2004 wurde Källström von Söderberg und Lagerbäck erstmals bei einem großen Turnier berücksichtigt. Zunächst kam er bei der Europameisterschaft 2004 als Ergänzungsspieler zum Einsatz, ehe er beim 2:2-Unentschieden gegen Dänemark im letzten Gruppenspiel erstmals in der Startelf stand. Beim Viertelfinalspiel gegen die niederländische Nationalmannschaft wurde er abermals eingewechselt, beim Elfmeterschießen trat er beim ersten Elfmeter gegen Edwin van der Sar an und verwandelte. Nach Fehlschüssen von Olof Mellberg und Ibrahimović – bei einem an den Pfosten gesetzten Strafstoß von Phillip Cocu – schied Schweden aus.
Auch in seiner zweiten Saison bei Stade Rennais behauptete sich Källström unter Trainer László Bölöni in der Stammelf. An der Seite von Jacques Faty, Olivier Monterrubio, Abdeslam Ouaddou und Olivier Sorlin und seinem schwedischen Landsmann Isaksson wurde er mit der Mannschaft den Tabellenvierter und qualifizierte sich für den UEFA-Pokal 2005/06. Dort kam er in vier Spielen zum Einsatz, als Tabellenletzter der Gruppe G schied die Mannschaft jedoch ohne Punktgewinn u. a. hinter Rapid Bukarest und dem VfB Stuttgart mit nur einem erzielten Tor aus dem Wettbewerb aus.
In der Ligue 1 gehörte Källström dennoch zu den Stützen der Mannschaft und bestritt den Großteil der Ligaspiele. Zwar erzielte er acht Saisontore, als Tabellensiebter verpasste der Klub jedoch knapp die Qualifikation für die europäischen Wettbewerbe. Der mittlerweile alleine für die schwedische Nationalmannschaft zuständige Lagerbäck nominierte Källström für dessen zweites Turnier, der Weltmeisterschaft 2006 in Deutschland. Beim ersten Gruppenspiel, einem 0:0 gegen Trinidad und Tobago saß er auf der Ersatzbank, ehe er in der 79. Spielminute für Tobias Linderoth eingewechselt wurde. In den folgenden Gruppenspielen, einem 2:0-Erfolg über Paraguay und einem 2:2-Unentschieden gegen England, stand er in der Startformation. Auch bei der 0:2-Niederlage gegen den Gastgeber Deutschland lief er zu Beginn auf, wurde aber nach der gelb-roten Karte für Teddy Lučić in der 39. Spielminute durch den Defensivmann Hansson ersetzt.

### Titelgewinne mit Olympique Lyon

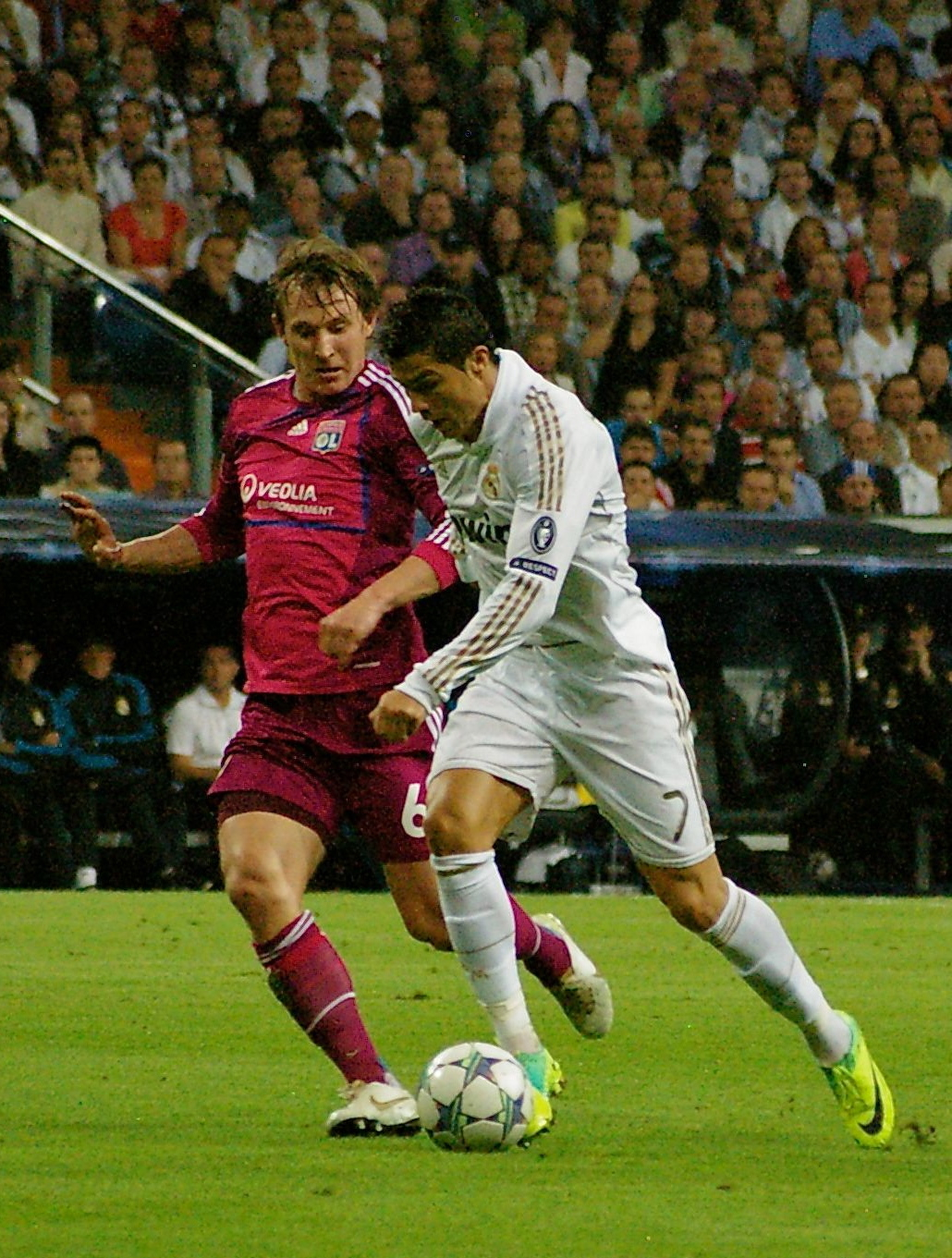
Kim Källström im Duell mit Cristiano Ronaldo (2011)

Nach der Weltmeisterschaft wechselte Källström innerhalb der Ligue 1 zum amtierenden Meister Olympique Lyon. Die Ablösesumme betrug etwa sieben Millionen Euro. Hier hatte er einige Anlaufschwierigkeiten und kam in seiner ersten Saison auf 33 Einsätze in der Liga, davon 13 als Einwechselspieler. Zudem kam er zu sechs Einsätzen in der Champions League 2006/07. Am Saisonende wurde er französischer Meister und nach einem 2:1-Erfolg über den Pokalsieger FC Sochaux Sieger der Trophée des Champions. Auch in seiner zweiten Spielzeit in Lyon konnte er sich nicht auf Dauer in der ersten Elf festspielen. Im Gegensatz zu seiner Spielweise bei den vorherigen Klubs war er bei seinem neuen Arbeitgeber weniger Torschütze, als vielmehr Vorbereiter.
Im Sommer 2008 wurde er von Lagerbäck zu seinem dritten Turnier in Folge nominiert, bei der Europameisterschaft 2008 gehörte er jedoch nur zu den Ergänzungsspielern und kam zu zwei Kurzeinsätzen gegen Spanien und Russland. Als Gruppendritter trat die Nationalauswahl bereits nach der Vorrunde die Heimreise an.
Nach seiner Rückkehr zu Olympique im Anschluss an das Turnier gehörte Källström weiterhin nur phasenweise zu den Stammspielern und kam vor allem in der Champions League hauptsächlich als Einwechselspieler zum Einsatz. Im Saisonverlauf erarbeitete er sich an der Seite von Michel Bastos, Jérémy Toulalan und Ederson über weite Strecken einen Stammplatz im linken Mittelfeld. In 32 Spieleinsätzen erzielte er zwei Tore, mit dem Serienmeister der Vorjahre reichte es jedoch nur zum dritten Tabellenplatz hinter Meister Girondins Bordeaux und Olympique Marseille. Im Platzierungsweg des Play-offs zur UEFA Champions League 2009/10 bestritt er beide Spiele, als sich die Mannschaft mit zwei deutlichen Siegen gegen den belgischen Vertreter RSC Anderlecht durchsetzte. Anschließend war er im Europapokal, in dem er beim 4:0-Auswärtserfolg gegen den ungarischen Meister VSC Debrecen in der Gruppenphase ein Tor erzielte, und der Liga Stammspieler, während er im Herbst 2009 mit der schwedischen Nationalmannschaft in der Qualifikation zur Weltmeisterschaft 2010 hinter Dänemark und Portugal als Gruppendritter scheiterte. Mit dem Verein erreichte er das Halbfinale der Champions League, in dem die Mannschaft gegen den FC Bayern München ausschied, qualifizierte sich jedoch als Vizemeister erneut für die europäische Königsklasse. Als Stammspieler an der Seite von Yoann Gourcuff, Lisandro López, Michel Bastos und Jérémy Toulalan verpasste er als Tabellendritter auch in der Spielzeit 2010/11 einen Titelgewinn.

### Spartak Moskau
Von 2012 bis 2015 stand Källström bei Spartak Moskau in der russischen Premjer Liga unter Vertrag.
Am 31. Januar 2014 wechselte Källström bis zum Ende der Saison 2013/14 auf Leihbasis in die Premier League zum FC Arsenal.

### Wechsel zum Grasshopper Club Zürich
Ab Sommer 2015 stand Källström beim Grasshopper Club Zürich in der schweizerischen Super League unter Vertrag und war dort Kapitän. In der Saison 2015/16 belegte er mit dem Verein den vierten Platz und ist damit für die Qualifikation zur UEFA Europa League 2016/17 berechtigt. Im Schweizer Cup 2015/16 scheiterten die Grasshopper dagegen bereits in der zweiten Runde am Drittligisten FC Köniz.

### Rückkehr in die Heimat
Am 31. Januar 2017 gaben die Grasshoppers bekannt, dass Källström den Verein trotz laufenden Vertrages bis 2018 verlässt. Er wollte aus privaten Gründen in seine Heimat zurückkehren. Am 10. Februar 2017 wurde schließlich der Wechsel zu seinem ehemaligen Verein Djurgårdens IF bestätigt.
Bei der Fußball-Europameisterschaft 2016 in Frankreich wurde er in das Aufgebot Schwedens aufgenommen. Er gehörte zur Stammelf und stand in allen Partien über die vollen 90 Minuten auf dem Platz. Für das Team war das Turnier nach der Gruppenphase als Tabellenletzter zu Ende. Nach dem letzten Spiel beendeten Källström und Zlatan Ibrahimović, der dies schon einige Tage vorher angekündigt hatte, sowie Torhüter Andreas Isaksson, der dies bereits im März angekündigt hatte, ihre Nationalmannschaftskarriere. Mit 131 Länderspielen hat Källström die viertmeisten Spiele für die Schweden bestritten. Am 15. Dezember 2017 beendete er nach einer Saison für Djurgårdens auch seine aktive Vereinskarriere.

## Titel und Erfolge
- Schwedischer Meister: 2002, 2003
- Schwedischer Pokalsieger: 2002
- Französischer Meister: 2007, 2008
- Französischer Pokal: 2008
- Trophée des Champions: 2007
- Englischer Pokalsieger: 2014

## Auszeichnungen
- Neuling des Jahres (Årets Nykomling) in Schweden: 2000
- Mittelfeldspieler des Jahres (Årets mittfältare) in Schweden: 2009, 2011, 2012
- Torschütze des Jahres (Årets Mål) in Schweden: 2011